# Abraham Polonsky
Abraham Lincoln Polonsky (Nueva York, 5 de diciembre de 1910-Beverly Hills, 26 de octubre de 1999) fue un director de cine, guionista, ensayista y novelista estadounidense. Fue nominado para un Premio de la Academia al mejor guion original por Cuerpo y alma pero a principios de la década de 1950 fue incluido en la lista negra de los estudios cinematográficos de Hollywood, tras negarse a testificar en las audiencias del Comité de Actividades Antiestadounidenses del Congreso en plena época del mccarthismo.

## Filmografía
- Golden Earrings (con Frank Butler y Helen Deutsch) (1947)
- Cuerpo y alma (1947)
- La fuerza del mal (con Ira Wolfert) (1948) (también como director)
- I Can Get It for You Wholesale (con Vera Caspary) (1951)
- Odds Against Tomorrow (con Nelson Gidding) (1959) (sin acreditar)
- Kraft Suspense Theatre (1965) (TV)
- Seaway (1965) (TV)
- Madigan (con Howard A. Rodman) (1968)
- Tell Them Willie Boy Is Here (1969) (también como director)
- Romance of a Horsethief (1971) (director)
- Avalanche Express (1979)
- Monsignor (con Wendell Mayes) (1982)
- Mommie Dearest (1981) (sin acreditar)

## Premios y distinciones
Premios Óscar
| Año  | Categoría            | Película      | Resultado |
| ---- | -------------------- | ------------- | --------- |
| 1948 | Mejor guion original | Cuerpo y alma | Nominado  |